# コンドフーリ
コンドフーリ（イタリア語: Condofuri）は、イタリア共和国カラブリア州レッジョ・カラブリア県にある、人口約5,000人の基礎自治体（コムーネ）。

## 地理

### 位置・広がり

#### 隣接コムーネ
隣接するコムーネは以下の通り。
- ボーヴァ
- ボーヴァ・マリーナ
- ロッカフォルテ・デル・グレーコ
- ログーディ
- サン・ロレンツォ

## 行政

### 分離集落
コンドフーリには、以下の分離集落（フラツィオーネ）がある。
- Amendolea, Bandiera, Barone, Carcara, Gallicianò, Grotte, Lapsè, Limmara, Lugarà, Mangani, Muccari, Palermo, Pietra, Plembaci, Rodì, Rossetta, San Carlo, Santa Lucia, Schiavo, Stazione